# Cordino Esporte Clube
Cordino Esporte Clube é um clube de futebol da cidade de Barra do Corda, no estado brasileiro do Maranhão. Manda seus jogos no Estádio Leandro Cláudio da Silva. Sua fundação é em 8 de Março de 2010. O Cordino conquistou seu primeiro título em 2017, valendo a Taça do Primeiro Turno do Campeonato Maranhense de Futebol, conseguiu uma vitória sofrida diante a equipe do Sociedade Imperatriz de Desportos por 2-1. Em 2020 a Onça de Barra do Corda é rebaixada pela primeira vez em sua história no Campeonato Maranhense após dez temporadas ininterruptas na elite do maranhense, mas em 2021 venceu a segunda divisão maranhense e voltou à elite do futebol maranhense. É o único clube profissional do município de Barra do Corda - MA, Daí a história de ser  ''Os heróis de Barra do Corda''. Atualmente, a equipe disputa a Série D do Campeonato Brasileiro.

## História
A equipe surgiu da seleção municipal de Barra do Corda, que disputava o "Copão Maranhão do Sul", torneio intermunicipal da região. Entusiasmados, os dirigentes e a prefeitura resolveram profissionalizar a equipe, pagando todas as taxas junto à FMF e o primeiro torneio que participou foi na Segunda Divisão Maranhense de 2010. Em 2010, conquistou uma vaga para a 1ª divisão do campeonato maranhense e sua principal contratação para o restante do Campeonato Maranhense foi o meio campista Leonardo Lucena.

## Títulos
| Estaduais | Estaduais                               | Estaduais | Estaduais  |
|           | Competição                              | Títulos   | Temporadas |
| --------- | --------------------------------------- | --------- | ---------- |
|           | Campeonato Maranhense - Segunda Divisão | 1         | 2021       |
|           | Campeonato Maranhense (1° turno)        | 1         | 2017       |
|           | Campeonato Maranhense (2° turno)        | 1         | 2022       |

## Estatísticas
|  | Participações em 2025 |

| Competição | Competição            | Temporadas | Melhor campanha            | Estreia | Última | P | R |
| Maranhão   | Campeonato Maranhense | 13         | Vice-campeão (2017 e 2022) | 2011    | 2024   |   | 2 |
| Maranhão   | Segunda Divisão       | 3          | Campeão (2021)             | 2010    | 2025   | 2 |   |
|            | Copa do Nordeste      | 2          | 1ª fase (2018 e 2023)      | 2018    | 2023   |   |   |
| Brasil     | Série D               | 3          | 30º colocado (2018)        | 2017    | 2023   | – |   |
| Brasil     | Copa do Brasil        | 1          | 1ª fase (2023)             | 2023    | 2023   |   |   |